# 마이크로소프트 오피스 95
마이크로소프트 오피스 95(Microsoft Office 95)는 윈도우 95용 32비트 오피스 소프트웨어다. 1995년 8월 24일 출시되었으며, 오피스 95에 포함된 모든 애플리케이션은 OLE 2를 지원한다. 

## 에디션
오피스 95는 스탠다드, 프로페셔널의 두 가지 에디션으로 판매되었으며, 두 가지 에디션이 포함하는 프로그램은 다음과 같다.
| 프로그램      | 스탠다드 에디션 | 프로페셔널 에디션 |
| ------------- | --------------- | ----------------- |
| 워드 95       | 포함            | 포함              |
| 엑셀 95       | 포함            | 포함              |
| 파워포인트 95 | 포함            | 포함              |
| 스케줄 95     | 포함            | 포함              |
| 액세스 95     | 미포함          | 포함              |
| 북셸프 95     | 미포함          | 포함              |

스탠다드 에디션은 마이크로소프트 워드 95, 마이크로소프트 엑셀 95. 마이크로소프트 파워포인트 95, 그리고 마이크로소프트 스케줄 95을 포함했다. 프로페셔널 에디션은 스탠다드 에디션에 액세스 95를 추가했다. 만약에 프로페셔널 에디션을 CD-ROM으로 구매했다면 북셸프 95도 포함되어 있다.
몇몇 애플리케이션의 버전은 버전을 맞추기 위해서 뛰어넘었다. 당시 워드 6.0이 가장 높은 버전이었기 때문에 엑셀 5.0, 파워포인트 4.0 등의 애플리케이션은 모두 7.0으로 버전이 올라갔다. 또 오피스 95에는 바인더 1.0이라는 새로운 애플리케이션도 포함되어 있었다.

## 호환되는 프로그램
몇몇 다른 프로그램은 마이크로소프트 오피스 95와 "호환"되었다.
- 윈도우 95용 마이크로소프트 프로젝트 (버전 4.1a)
- 윈도우 95용 마이크로소프트 퍼블리셔 (버전 3.0)
- 마이크로소프트 프론트페이지 (버전 1.1)

그 외의 다른 마이크로소프트 오피스 95와 호환되는 프로그램은 다음과 같다.
- 마이크로소프트 웍스 4.0
- 마이크로소프트 머니 4.0